# Ma Lin (Tischtennisspieler, 1989)
Ma Lin (chinesisch 馬麟 / 马麟, Pinyin Mǎ Lín; * 15. Dezember 1989 in Mudanjiang in der Provinz Heilongjiang) ist ein körperbehinderter chinesischer Tischtennisspieler. Er zählt zu den weltbesten behinderten Spielern.
Ma Lin hat seinen rechten Arm verloren. Daher startet er bei Wettbewerben für Behinderte in Wettkampfklasse 9–10. Bisher wurde er zweimal Weltmeister und mehrmals Asienmeister. 2008 nahm er an den Sommer-Paralympics in Peking teil. Dabei gewann er im Einzel die Silbermedaille und mit der chinesischen Mannschaft Gold.
In der Weltrangliste für Behinderte belegt er Platz 1 (Stand Januar 2008).